# Гімназія товариства «Рідна Школа» (Тернопіль)
Гімназія товариства «Рідна Школа» — колишній приватний заклад освіти для дівчат Українського товариства «Рідна школа», який став самостійною шкільною одиницею у 1921 році в Тернополі. Діяв у приміщенні колишньої руської бурси на вулиці Качали, 13.

## Історія
У липні 1921 року Українське товариство «Рідна школа» отримало дозвіл на організацію приватної гімназії, яку спочатку відкрили для дівчат. Відтак дівоча гімназія стає самостійною шкільною одиницею. У кінці навчального року учениці першого та другого класів отримували свідоцтво у власній школі, а учениці третього і четвертого класів складали іспит в українській чоловічій гімназії.
Єдиним штатним вчителем після початку діяльності був Никифор Гірняк, усі інші вчителі працювали за сумісництвом. У 1923—1924 навчальному році учительський склад поповнив ще один штатний вчитель математики і фізики та хімії — Осип Хома.
У 1928—1929 навчальному році гімназія стала 6-класною дівочою гімназією з IV–VIII класами, у такому вигляді діяла до 1931. Із закриттям української державної гімназії керівництво товариства «Рідна школа» стало домагатися перетворення дівочої гімназії у змішану (коедукаційну). 27 серпня 1931 було дозволено відкрити перший-другий коедукаційні класи гуманітарного типу. В час перетворення школи на змішану відбувалася реформа. Гімназія стає чотирикласною гуманітарного типу з випускними іспитами — так званою малою матурою і двокласним ліцеєм, що закінчувався іспитом зрілості — матурою. Остання матура давнього типу відбулася у 1938 році.
У 1935 році в гімназії сформувався підпільний осередок юнацтва ОУН.
Із 1927 по 1939 рік працювала фахово-доповняльна школа для ремісників. Курс навчання тривав три роки. Заняття відбувалися у вечірні години 3-4 рази на тиждень.

## Приміщення
У 1921—1926 роках навчання проводилося у другу зміну в приміщенні Тернопільської української гімназії. З лютого 1926 року навчально-виховний процес здійснювався у приміщенні бурси Андрія Качали (тепер вулиця Степана Качали, 9). Спочатку гімназія займала тільки частину інтернату, а з 1937-го користувалася цілим будинком.

## Фінансування
Гімназія утримувалася за кошти батьків: місячна плата становила 40 злотих. Але у багатьох випадках ця сума була меншою, а певна кількість дітей звільнялася від плати. Дефіцит покривався за рахунок коштів Українського педагогічного товариства «Рідна школа» — власника навчального закладу, а також добровільних пожертвувань.
На початку 1930-х створено батьківський комітет, що опікувався діяльністю гімназії, та Марійську дружину, отці редемптористи якої проводили для учнів редколекції.
У 1930 році постало питання про будівництво нового приміщення гімназії «Рідної школи». Місцеве «Міщанське братство» організувало великий добродійний ярмарок зі збору коштів на будівництво. 3 листопада 1935 року знову відбувся рідношкільний ярмарок. Закуплено площу, розпочато підготовчі роботи. Початок Другої світової війни перекреслив ці наміри.

## Навчально-виховний процес
Гуртки навчального закладу:
- україністичний,
- філологічний,
- природничий,
- географічний,
- історичний,
- драматичний,
- Ліга протилетунської оборони,
- Ліга протигазової оборони.

Також діяли читальня, шкільна каса ощадливості, шкільний кооператив «Самопоміч», музичний гурток, бібліотека, історико-географічний, природничий та фізичний кабінети, майстерня для практичних занять. Здоровому вихованню молоді сприяли спортивно-патріотичне товариство «Пласт» (опікун Никифор Гірняк — сотник Українських січових стрільців). У 1932 році педагоги Яким Ярема та Іван Олексишин заснували краєзнавчий музей (понад 3000 експонатів), який знаходився у будинку т-ва «Просвіта».

## Відомі люди

### Керівники
- 1921 — Михайло Губчак[3]
- 1923—1924 — Никифор Гірняк, який до цього був учителем гімназії
- Іван Боднар[6]
- Ілярій Брикович[7]
- Никифор Гірняк (призначений Головною управою товариства «Рідна Школа», однак Кураторія заборонила як бути директором, так і викладати після доносу в поліцію), 1929 року.[8]
- 1936—1938 — Омелян Бачинський[3]
- Михайло Кужиль
- 1938—1939, 1941—1944 — Микола Тофан.[3]

### Учителі
- Юрій Мушак,[9]
- Яким Ярема,
- Олена Гаврилко (1890—1967), дружина Михайла Гаврилка (1882—1920).

### Випускники, учні
Любомира Брикович,

## Орган управління
Шкільна громада, яка мала статус і обиралася на загальних зборах.